# Хроматическое число

Пример раскраски графа Петерсена. Для раскраски этого графа достаточно 3 разных цвета, его хроматическое число равно 3.

Хромати́ческое число графа — минимальное число цветов, в которые можно раскрасить вершины графа так, чтобы концы любого ребра имели разные цвета.
Формально, хроматическое число — минимальное число {\displaystyle k}, такое что множество {\displaystyle V} вершин графа {\displaystyle G} можно разбить на {\displaystyle k} непересекающихся классов {\displaystyle C_{1},C_{2},\ldots ,C_{k}}:
{\displaystyle V=\bigcup _{i}^{}C_{i};\ C_{i}\cap C_{j}=\varnothing }
таких, что вершины в каждом классе независимы, то есть любое ребро графа не соединяет вершины одного и того же класса. Стандартное обозначение — {\displaystyle \chi (G)}.
{\displaystyle k}-раскрашиваемый граф — граф, хроматическое число которого не превосходит {\displaystyle k}, то есть его вершины можно раскрасить не более чем {\displaystyle k} цветами так, что у любого ребра концы будут разного цвета. {\displaystyle k}-хроматический граф — граф, хроматическое число которого равно {\displaystyle k}, то есть вершины графа можно раскрасить {\displaystyle k} цветами так, что у любого ребра концы будут разного цвета, но так раскрасить {\displaystyle k-1} цветами — уже нельзя.
Множество глубоких задач теории графов легко формулируются в терминах раскраски. Самая знаменитая из таких задач, проблема четырёх красок, в настоящее время решена, однако появляются новые, например, обобщение проблемы четырёх красок, гипотеза Хадвигера.

## Рёберная раскраска

реберная раскраска кубического графа

Хроматический класс графа {\displaystyle G} — минимальное число цветов, в которые можно раскрасить ребра графа {\displaystyle G} так, чтобы смежные ребра имели разные цвета. Обозначается {\displaystyle \chi '(G)}. Проблема реберной раскраски произвольного плоского кубического графа без мостов тремя цветами эквивалентна знаменитой Проблеме четырёх красок. Рёберная раскраска определяет 1-факторизацию графа.

## Хроматический многочлен
Если рассмотреть количество различных раскрасок помеченного графа как функцию от доступного числа цветов {\displaystyle t}, то оказывается, что эта функция всегда будет полиномом от {\displaystyle t}. Этот факт был обнаружен Биркгофом и Льюисом при попытке доказать проблему четырёх красок.
Хроматические многочлены некоторых графов:
| Треугольник {\displaystyle K_{3}}    | {\displaystyle t(t-1)(t-2)}                                                            |
| Полный граф {\displaystyle K_{n}}    | {\displaystyle t(t-1)(t-2)...(t-(n-1))}                                                |
| Дерево с {\displaystyle n} вершинами | {\displaystyle t(t-1)^{n-1}}                                                           |
| Цикл {\displaystyle C_{n}}           | {\displaystyle (t-1)^{n}+(-1)^{n}(t-1)}                                                |
| Граф Петерсена                       | {\displaystyle t(t-1)(t-2)(t^{7}-12t^{6}+67t^{5}-230t^{4}+529t^{3}-814t^{2}+775t-352)} |

Для графа-вершины хроматический многочлен равен {\displaystyle t}:
{\displaystyle |V(G)|=1\Rightarrow P(G,t)=t.}
Хроматический многочлен графа равен произведению хроматических многочленов его компонент:
{\displaystyle G_{1}\cap G_{2}=\emptyset \Rightarrow P((G_{1}\cup G_{2}),t)=P(G_{1},t)P(G_{2},t).}
Также существует рекуррентное соотношение — теорема Зыкова, так называемая формула удаления и стягивания
{\displaystyle P(G,t)=P(G-(u,v),t)-P(G/(u,v),t),}
где {\displaystyle u} и {\displaystyle v} — смежные вершины, {\displaystyle G-(u,v)} — граф, получающийся из графа {\displaystyle G} путём удаления ребра {\displaystyle (u,v),} а {\displaystyle G/(u,v)} — граф, получающийся из графа {\displaystyle G} путём стягивания ребра {\displaystyle (u,v)} в точку.

Можно использовать эквивалентную формулу
{\displaystyle P(G,t)=P(G+(u,v),t)+P(G/(u,v),t),}
где {\displaystyle u} и {\displaystyle v} — несмежные вершины, а {\displaystyle G+(u,v)} — граф, получающийся из графа {\displaystyle G} путём добавления ребра {\displaystyle (u,v).}
Для всех целых положительных {\displaystyle t} выполнено {\displaystyle P(G,t)\geqslant 0}.
Хроматическое число {\displaystyle \chi (G)} — наименьшее целое положительное {\displaystyle t}, для которого {\displaystyle P(G,t)>0}. Степень хроматического многочлена равна количеству вершин — {\displaystyle \deg P(G,t)=|V(G)|}.

## Обобщения
Также хроматическое число можно рассматривать для других объектов, например, для метрических пространств. Так, хроматическим числом плоскости называется минимальное число цветов {\displaystyle \chi }, для которого существует такая раскраска всех точек плоскости в один из цветов, что никакие две точки одного цвета не находятся на расстоянии ровно 1 друг от друга. Аналогично для любой размерности пространства. Элементарно доказывается, что для плоскости {\displaystyle 4\leqslant \chi \leqslant 7}, однако продвинуться дальше долгое время не удавалось. 8 апреля 2018 года, британский математик Обри ди Грей доказал, что {\displaystyle \chi >4}. Эта задача называется задачей Нелсона — Эрдёша — Хадвигера.
Кроме того, множество вершин {\displaystyle V} произвольного графа {\displaystyle G} может быть рассмотрено как метрическое пространство, в котором расстояния между смежными вершинами равны {\displaystyle b}, а все остальные ненулевые расстояния равны {\displaystyle a}, где {\displaystyle a<b\leqslant 2a} — произвольные фиксированные вещественные числа. {\displaystyle a\Delta _{m}} — метрическое пространство, состоящее из {\displaystyle m} точек, удалённых друг от друга на расстояние {\displaystyle a}. В этом случае имеет место следующий результат (Иванов — Тужилин, 2019): если {\displaystyle m} — наибольшее натуральное число, для которого {\displaystyle d_{GH}(V,a\Delta _{m})=b} ({\displaystyle d_{GH}(X,Y)} — расстояние Громова — Хаусдорфа между {\displaystyle X} и {\displaystyle Y}; если таких натуральных чисел не существует, то считается {\displaystyle m=0}), то {\displaystyle \chi (G)=m+1}. Хроматическое число {\displaystyle \chi (G)} равно {\displaystyle 1}, если и только если граф {\displaystyle G} не содержит ни одного ребра. В этом случае равенство {\displaystyle d_{GH}(V,a\Delta _{m})=b} не выполняется ни для какого {\displaystyle m}, поэтому, в силу сделанного соглашения, {\displaystyle m=0}, что приводит к верному равенству {\displaystyle \chi (G)=0+1=1}. По определению {\displaystyle \chi (G)} не превосходит количества {\displaystyle n} элементов множества {\displaystyle V}. С другой стороны, несложно показать, что {\displaystyle d_{GH}(V,a\Delta _{p})\leq \max\{a,\,b-a\}<b} при каждом {\displaystyle p\geqslant n}, поэтому {\displaystyle m<n} и, значит, {\displaystyle \chi (G)=m+1\leqslant n}.